# Emmanuel Macron
Emmanuel Jean-Michel Frédéric Macronⓘ (wym. [emanɥɛl makʁɔ̃]]; ur. 21 grudnia 1977 w Amiens) – francuski polityk, urzędnik państwowy i bankowiec. Minister gospodarki, przemysłu i cyfryzacji w latach 2014–2016, od 2017 prezydent Republiki Francuskiej i z urzędu współksiążę Andory.

## Życiorys

### Wykształcenie
Kształcił się w jezuickim liceum w Amiens, następnie w paryskiej szkole średniej Lycée Henri-IV. Uzyskał dyplom DEA z zakresu filozofii na Université de Paris X, został także absolwentem Instytutu Nauk Politycznych w Paryżu oraz École nationale d’administration. W latach 1999–2001 był asystentem filozofa Paula Ricœura i współpracował przy wydaniu jego książki La Mémoire, l’histoire, l’oubli. Przez dziesięć lat uczył się gry na fortepianie.

### Działalność zawodowa i polityczna do 2017
Po ukończeniu studiów został członkiem korpusu inspektorów finansowych w ramach Inspection générale des finances, państwowej służby zajmującej się audytem i kontrolą. Od 2006 do 2009 był członkiem Partii Socjalistycznej. W 2007 został zastępcą referenta komisji kierowanej przez Jacques’a Attali i zajmującej się kwestią wzrostu gospodarczego Francji. W 2008 przeszedł do pracy w bankowości inwestycyjnej w (kontrolowanym przez rodzinę Rothschildów) Rothschild & Cie Banque, gdzie był zatrudniony do 2012. Zajmował się w szczególności zakupem przez szwajcarskie przedsiębiorstwo Nestlé filii koncernu Pfizer o wartości ponad 9 miliardów euro.
W latach 2012–2014 pełnił funkcję zastępcy sekretarza generalnego Pałacu Elizejskiego w administracji prezydenta François Hollande’a. 26 sierpnia 2014 objął stanowisko ministra gospodarki, przemysłu i cyfryzacji w rządzie Manuela Vallsa, zastępując Arnauda Montebourga. W trakcie urzędowania popadł w spory z działaczami związków zawodowych. Jednocześnie zyskał osobistą popularność, zaczął być uwzględniany w sondażach przeprowadzanych na potrzeby wyborów prezydenckich w 2017. W kwietniu 2016 założył własny ruch polityczny pod nazwą En Marche!, pozycjonując go jako ugrupowanie niebędące ani lewicą, ani prawicą. Jego polityczne zaangażowanie zostało w lipcu tegoż roku publicznie skrytykowane przez prezydenta. 30 sierpnia Emmanuel Macron odszedł z urzędu ministra

### Wybory i prezydentura
Wraz z odejściem z rządu zadeklarował start w wyborach prezydenckich w 2017 jako kandydat niezależny, odmawiając udziału w prawyborach zorganizowanych przez socjalistów, w których ostatecznie zwyciężył Benoît Hamon. Poparcie dla jego kandydatury wyrazili politycy z różnych stron sceny politycznej, między innymi François Bayrou, Daniel Cohn-Bendit, Bertrand Delanoë, Bernard Kouchner, Dominique Perben i Manuel Valls.
W pierwszej turze wyborów 23 kwietnia 2017 otrzymał 8,7 miliona głosów (24,01%), zajmując 1. miejsce spośród 11 pretendentów. Przeszedł do drugiej tury razem z eurosceptyczną kandydatką Marine Le Pen z Frontu Narodowego, która uzyskała poparcie na poziomie 21,30%. Bezpośrednio po ogłoszeniu sondażowych wyników głosowania poparcie dla niego zadeklarowali François Fillon (zajął 3. miejsce) oraz Benoît Hamon (zajął 5. miejsce). W drugiej turze wyborów 7 maja 2017 otrzymał 20,7 miliona głosów (66,10%), wygrywając tym samym wybory i stając się najmłodszą osobą wybraną na ten urząd. Dzień po wyborach ustąpił z funkcji przewodniczącego swojego ugrupowania.
14 maja 2017 Emmanuel Macron został zaprzysiężony na prezydenta Republiki Francuskiej. Następnego dnia powołał na urząd premiera Édouarda Philippe’a z partii Republikanie, a także udał się z pierwszą wizytą zagraniczną do Berlina, gdzie spotkał się z kanclerz Niemiec Angelą Merkel. W lipcu 2020 na nowego premiera wyznaczył Jeana Castex.
W marcu 2022 Emmanuel Macron oficjalnie ogłosił, że będzie ubiegał się o reelekcję w kwietniowych wyborach prezydenckich. W pierwszej turze wyborów z 10 kwietnia 2022 otrzymał 9,8 miliona głosów (27,85%), zajmując 1. miejsce spośród 12 kandydatów. Przeszedł do drugiej tury, w której jego konkurentką została ponownie Marine Le Pen (która uzyskała poparcie na poziomie 23,15%). Spośród innych kandydatów poparcie dla niego zadeklarowali Valérie Pécresse, Yannick Jadot i Anne Hidalgo. W drugiej turze wyborów z 24 kwietnia 2022 Emmanuel Macron został większością głosów wybrany na drugą kadencję, otrzymując 18,8 miliona głosów (58,54%). 7 maja 2022 został zaprzysiężony na drugą kadencję. W jej trakcie powoływał kolejnych premierów: Élisabeth Borne i Gabriela Attala.
We wrześniu 2022 prezydenckie ugrupowanie LREM zmieniło nazwę na Renaissance, a Emmanuel Macron został jego honorowym przewodniczącym. 9 czerwca 2024, po podaniu sondażowych wyników wyborów europejskich wskazujących na słaby wynik jego formacji, ogłosił rozwiązanie Zgromadzenia Narodowego i zarządzenie przedterminowych wyborów parlamentarnych (na 30 czerwca i 7 lipca). Najwięcej mandatów poselskich zdobyła koalicja lewicy, jednak żadne ze środowisk politycznych nie uzyskało większości w niższej izbie parlamentu. Emmanuel Macron odmówił powołania na premiera paryskiej urzędniczki Lucie Castets, której nominacji domagała się lewica. Ostatecznie funkcję tę we wrześniu 2024 powierzył należącemu do Republikanów Michelowi Barnierowi. Po upadku jego rządu w grudniu 2024 nominował na premiera François Bayrou.

## Życie prywatne

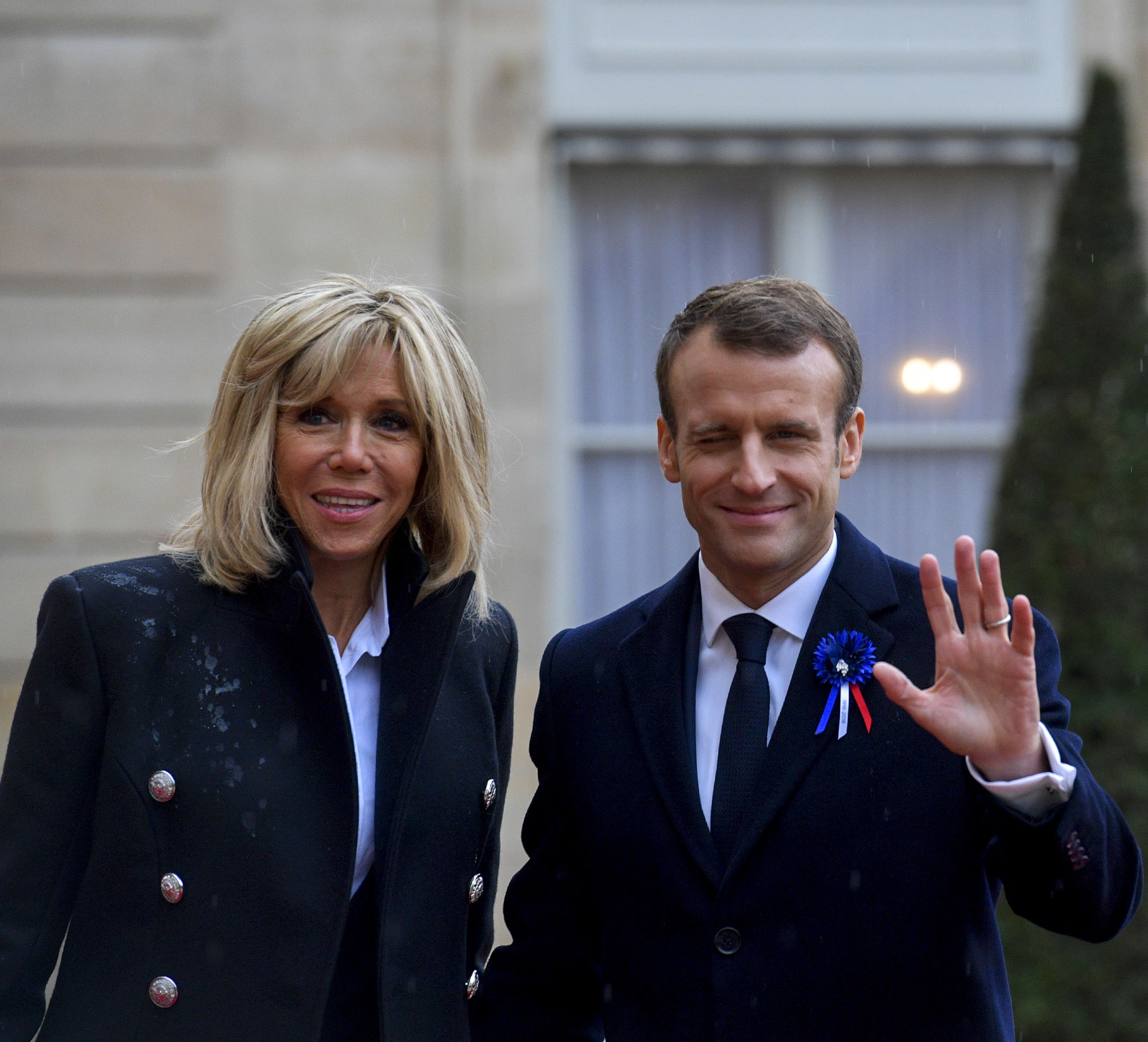
Brigitte Macron i Emmanuel Macron (2018)

Jest synem profesora neurologii Jeana-Michela Macrona (ur. 1950) i lekarki Françoise Noguès (ur. 1950). 20 października 2007 ożenił się z Brigitte Trogneux, która była jego nauczycielką w liceum jezuickim. Emmanuel Macron poznał ją w wieku 15 lat, gdy ona miała 39 lat. Rok później zaczął się ich romans. Brigitte Trogneux była w tym czasie zamężna (rozwiodła się w 2006) i wychowywała trójkę dzieci.

## Publikacje
- Emmanuel Macron: Révolution. Paryż: XO Éditions, 2016, s. 270. ISBN 978-2-84563-966-9.
- Emmanuel Macron: Macron par Macron. Paryż: Éditions de l’Aube, 2017, s. 152. ISBN 978-2-8159-2484-9.

## Odznaczenia i wyróżnienia
Ordery i odznaczenia
- Wielki Mistrz Legii Honorowej (2017, ex officio)
- Wielki Mistrz Narodowego Orderu Zasługi (2017, ex officio)
- Wielki Oficer Orderu Krzyża Południa (Brazylia, 2012)[40]
- Komandor Orderu Imperium Brytyjskiego (Wielka Brytania, 2014)[41]
- Wstęga Orderu Orła Azteckiego (Meksyk, 2016)[42]
- Krzyż Wielki Orderu Zbawiciela (Grecja, 2017)
- Order Republiki (Tunezja, 2018)[43]
- Order Słonia (Dania, 2018)[44]
- Krzyż Wielki Orderu Białej Róży (Finlandia, 2018)[45]
- Krzyż Wielki Orderu Narodowego Lwa (Senegal, 2018)
- Wielka Wstęga Orderu Leopolda (Belgia, 2018)
- Wielki Oficer Orderu Narodowego (Wybrzeże Kości Słoniowej, 2019)[46]
- Kawaler Krzyża Wielkiego Udekorowany Wielką Wstęgą Orderu Zasługi Republiki Włoskiej (Włochy, 2021)[47]
- Order Zajeda (Zjednoczone Emiraty Arabskie, 2022)[48]
- Krzyż Wielki Orderu Łaźni (Wielka Brytania, 2023)[49]
- Order Królewski Serafinów (Szwecja, 2024)[50]
- Order Republiki (Mołdawia, 2024)[51]

Nagrody i wyróżnienia
- Nagroda Karola Wielkiego (2018)[52].